# Birgitte Raaberg
Birgitte Raaberg (født 26. september 1954 på Frederiksberg) er en dansk skuespillerinde.
Hun er uddannet fra Aarhus Teater i 1981. Udover roller på dette teater har hun også været knyttet til bl.a. Nørrebros Teater, Odense Teater, Østre Gasværk Teater, Betty Nansen Teatret, Det Ny Teater samt en række revyer, herunder Hjørring Revyen og Tivoli Revyen.
Birgitte har medvirket i mere end 35 teaterstykker.
Blandt disse kan nævnes Gidslet, Pariserliv, Les Miserables, Det er vel mit liv, Elskende i et fodgængerfelt, Husker du Mai, Chicago, Sunday in the Park with George og Kvindernes hævn
På tv har hun medvirket i serien Begær, Lighed og broderskab samt adskillige novellefilm og huskes måske bedst fra serien Madsen og Co. Fra lærredet huskes hun uden tvivl for sin rolle som Susan Himmelblå i Midt om natten fra 1984, der i øvrigt indbragte hende en Bodil for bedste kvindelige birolle.
Desuden har hun medvirket i Riget I (1994), Balladen om Holger Danske (1996), Riget II (1997), som indbragte Birgitte den anden Bodil for bedste birolle i rollen som lægen Judith, Klinkevals (1999) og Hotellet i 2002.
Hun har bl.a. lagt stemme til Cruella de Vil i både film og tegnefilmserie, samt lagt stemme til tegnefilmfigurer i blandt andet tv-serien Dyrene fra Lilleskoven.

## Udvalgt filmografi

### Spillefilm
| År   | Titel                     | Rolle           | Noter                                    |
| ---- | ------------------------- | --------------- | ---------------------------------------- |
| 1984 | Midt om natten            | Susan Himmelblå | Bodil-pris for bedste kvindelige birolle |
| 1996 | Balladen om Holger Danske | Freja           | stemme                                   |
| 1999 | Tarzan                    | Kala            | stemme                                   |
| 1999 | Klinkevals                | syngepige       |                                          |
| 2005 | Dommeren                  | journalist      |                                          |
| 2017 | Hodja fra Pjort           |                 |                                          |

### Tv-serier
| År         | Titel                       | Rolle                                                | Noter                                                |
| ---------- | --------------------------- | ---------------------------------------------------- | ---------------------------------------------------- |
| 1985       | Klitgården                  | Freja                                                | afsnit 3                                             |
| 1990       | Begær, lighed og broderskab | Birgit Iversen, Anders' ægtefælle                    |                                                      |
| 1995-96    | Landsbyen                   | læge                                                 | afsnit 19-30                                         |
| 1994 & '97 | Riget I og Riget II         | lægen Judith                                         | afsnit 1-4. Bodil-pris for bedste kvindelige birolle |
| 1996-2000  | Madsen og Co.               | bankfilialbestyrer Susanne Madsen, Mogens' ægtefælle |                                                      |
| 2001-02    | Hotellet                    | Cecilie Bang-Norvik                                  |                                                      |
| 2007-09    | 2900 Happiness              | psykolog Bente Brix                                  | sæson 2                                              |